# Rudolf Schöll
Rudolf Schöll (* 1. September 1844 in Weimar; † 10. Juni 1893 in München) war ein deutscher klassischer Philologe, der als Professor in Greifswald (1872–1874), Jena (1874–1876), Straßburg (1876–1885) und München (1885–1893) lehrte. Er ist besonders durch seine Arbeiten auf dem Gebiet des griechischen Rechts sowie der griechischen Redner und Geschichtsschreiber bekannt.

## Leben
Rudolf Schöll wurde 1844 als zweiter Sohn des Leiters der Kunstanstalten zu Weimar, Adolf Schöll, geboren. Seine Mutter war Johanna geb. Henle, die Schwester des Göttingern Anatomen Jakob Henle. Der Einfluss der hochgebildeten Familie führte den jungen Rudolf Schöll schon früh an die Literatur der Antike heran, denn der Vater, ein Freund des in Griechenland verstorbenen Altertumswissenschaftlers Karl Otfried Müller, beschäftigte sich intensiv mit der klassischen deutschen, englischen und griechischen Literatur.

### Studium in Göttingen und Bonn
So begann Rudolf Schöll nach der Reifeprüfung im Sommersemester 1862, Klassische Philologie, Deutsch und Geschichte an der Universität Göttingen zu studieren. Hier prägten ihn besonders Ernst Curtius und Hermann Sauppe, unter deren Einfluss sich Schöll den attischen Rednern und der Epigraphik zuwandte. Zu seinen Kommilitonen zählten Wilhelm Dittenberger, Ulrich Köhler und Albert von Bamberg. Im Sommersemester 1865 wechselte Schöll an die Universität Bonn, wo Otto Jahn und Friedrich Ritschl zwar keinen bestimmenden Einfluss auf ihn hatten, ihn aber in methodischer Hinsicht förderten. Er wandte sich hier unter der Leitung des Juristen Eduard Böcking dem griechischen Recht zu. Seine Dissertation über die Zwölftafelgesetze, mit der er noch im November 1865 promoviert wurde, stand noch unter dem Einfluss seines Vaters Gustav Adolf Schöll: Die erste These (Sophocles non docuit nisi tetralogias –„Sophokles hat ausschließlich Tetralogien aufgeführt“) vertrat er im bewussten Widerspruch zu seinen Bonner Lehrern.

### Aufenthalt in Italien
Nach dem Studium absolvierte Schöll von 1866 bis 1867 das Probejahr am Wilhelmsgymnasium in Berlin. Hier kam er mit dem Altertumsforscher und Wissenschaftsorganisator Theodor Mommsen zusammen, der auf Schöll durch seine Dissertation aufmerksam geworden war. Er verschaffte ihm eine Stelle am Corpus Inscriptionum Latinarum und nahm ihn 1867 mit auf eine Studienreise nach Verona. Von da an wandte sich Schöll ganz der akademischen Laufbahn zu.
Er blieb länger als geplant in Italien und nutzte die Zeit zu Forschungsarbeiten. Die Wiener Akademie beauftragte ihn durch Mommsens Vermittlung mit der Kollation einer Handschrift des Hieronymus. Er erhielt eine Stelle beim preußischen Gesandten bei der italienischen Regierung in Florenz, Graf Guido von Usedom, als dessen Privatsekretär und Lehrer seiner Tochter. Auch nach dem Ausscheiden des Grafen aus dem Dienst 1869 arbeitete Schöll einige Monate weiterhin für ihn. Während dieser Jahre war Florenz die Hauptstadt des neugegründeten italienischen Reiches. Im Hause des Gesandten trafen sich Diplomaten und Gelehrte aus aller Welt. Der junge Schöll entwickelte in dieser Zeit ein starkes politisches Gespür. Er verfasste 1868 eine anonyme Verteidigungsschrift für den italienischen General Alfonso La Marmora. Der italienische Kronprinz stellte Schöll auch die Mittel zu kurzen Studienreisen nach Sizilien und Griechenland zur Verfügung. Erst 1870, nach dem Tod seines älteren Bruders, des Militäringenieurs Wilhelm Schöll (1843–1870), und dem Ausbruch des Deutsch-Französischen Krieges kehrte Schöll nach Deutschland zurück.

### Erste akademische Stationen in Deutschland: Berlin, Greifswald, Jena
Das vielfältige und breite Material, das Schöll während seiner Jahre in Italien zusammengetragen hatte, nutzte er in den folgenden Jahren für seine akademische Laufbahn. Zu Ostern 1871 habilitierte er sich in Berlin und hielt seine Antrittsvorlesung De orationibus in causa Socratis habitis scriptisve („Die über den Prozess des Sokrates gehaltenen und geschriebenen Reden“). Seine ersten Lehrveranstaltungen spiegelten sein wissenschaftliches Profil wider: Einleitung in das Studium der attischen Redner, Über die Gesetze und Gerichte der Athener, Interpretation von Thukydides, Übungen über Xenophons Schrift vom Staate der Athener. In dieser Zeit verfasste er auch einige Aufsätze, darunter die Abhandlung Zur Thukydidesbiographie (1878), in der er sich gegen Ulrich von Wilamowitz-Moellendorffs Aufsatz Die Thukydideslegende (1877) wandte.
Schon im April 1872 folgte Schöll einem Ruf zum außerordentlichen Professor an die Universität Greifswald, wo er bis Ostern 1873 mit dem Ordinarius Adolph Kießling in kollegialen Verhältnissen zusammenarbeitete. Im Sommer 1872 reiste er zum zweiten Mal nach Italien, wo er in Florenz Material für seine geplanten Ausgaben des Corpus iuris civilis und des Asconius sammelte. Am 7. Juli 1873 wurde er zum ordentlichen Professor befördert und an verschiedenen Universitäten als Kandidat zur Berufung gehandelt. Zu Ostern 1874 folgte er einem Ruf nach Jena als Nachfolger von Conrad Bursian, Ostern 1876 nach Straßburg als Nachfolger seines Göttinger Studiengenossen Ulrich Köhler. Vorher hatte er im Frühjahr 1875 mit seinem Lehrer Sauppe und den Archäologen Otto Lüders und Carl Robert eine zweite Reise nach Griechenland unternommen, bei der er nicht nur Athen, sondern auch Korinth und die Argolis besuchte. Schöll wurde später zum Ehrenmitglied der Griechischen philologischen Gesellschaft in Konstantinopel ernannt.

### Professor in Straßburg und München
In Straßburg blieb Schöll neun Jahre lang und arbeitete in Forschung und Lehre mit seinem Kollegen Wilhelm Studemund zusammen. Im Frühjahr 1876 heiratete er Else Locher. Den Höhepunkt fand seine Karriere jedoch in München, wohin er 1885 nach Conrad Bursians Tode berufen wurde. Hier entstanden seine bedeutendsten Schriften, hier hatte er entscheidenden Lehrerfolg. Die Bayerische Akademie der Wissenschaften nahm ihn als ordentliches Mitglied, die Universität Heidelberg verlieh ihm 1886 die Ehrendoktorwürde ihrer Juristischen Fakultät. In München hatte Schöll auch regen Umgang mit Künstlern und Schriftstellern, darunter Franz von Lenbach und Paul Heyse.
Aber sein Glück wurde von privaten Tragödien überschattet: Schon in Straßburg war sein Sohn nach der Geburt gestorben. Seine 1884 geborene Tochter starb 1887, während sich Schöll in Italien aufhielt. Ab 1891 trat ein Herzleiden bei ihm auf, das ihm die Lehrtätigkeit bald unmöglich machte. Seine letzte Vorlesung im Sommersemester 1893 musste er nach einigen Wochen abbrechen. Am 10. Juni 1893 starb er friedlich im Schlaf. Seine Straßburger und Greifswalder Kollegen Studemund und Kießling waren nur wenige Jahre bzw. Monate vorher verstorben.
Auf Schöll wurden Nachrufe von seinem Bruder Fritz Schöll, Ernst Fabricius, Eduard Wölfflin, Wilhelm von Christ, Ludwig Traube und Adolf Michaelis verfasst.

## Leistungen
Rudolf Schölls Name ist mit wenigen großen Publikationen verbunden. Viele seiner monografischen Projekte wurden durch seinen frühen Tod verhindert. Seine früheste hervorstechende Leistung war die Ausgabe des Asconius, die er gemeinsam mit Adolph Kießling geplant und ausgeführt hatte (Berlin 1875). Seine Ausgabe der Novellen des Justinian, zu seinen Lebzeiten erschienen in vier Heften (Leipzig 1880–1899), blieb unvollendet und ohne die geplanten Prolegomena. Seine Ausgabe der Kommentare des Proklos zu Platons Politeia (Berlin 1886) folgte dem damals einzigen bekannten Textzeugen, einer späten Renaissance-Handschrift. So war sie nach dem Fund einer älteren Handschrift durch Richard Reitzenstein obsolet: Von 1899 bis 1901 erschien die neue Ausgabe von Wilhelm Kroll.
Neben diesen Editionen verfasste Schöll kleinere Schriften meist aus äußeren Anlässen: Als Reaktion auf die Publikationen anderer, als Fortführung der Arbeit eines anderen oder als Festschrift: Er verfasste Festschriften oder Festaufsätze für Georg Friedrich Schömann (1873), seinen Vater (1875), Theodor Mommsen (1877), Hermann Sauppe (1879) und Ernst Curtius (1884).
In der Lehre vertrat Schöll die Altertumswissenschaften auf breiter Basis: Er las über griechische und lateinische Rechtsaltertümer, griechische Epigraphik und griechische Geschichte. Er hielt auch methodische Vorlesungen über die Textkritik. In seinen Vorlesungen und Seminaren behandelte er vornehmlich die Autoren Lysias, Andokides und Thukydides, daneben auch Homer (Odyssee), Hesiod, Theognis, Pindar, Aischylos, Euripides und Aristophanes. Gelegentlich las er auch über lateinische Grammatik und die Reden des Cicero, über Sallust, Terenz und Horaz.
Schölls Lehrerfolg zeigt sich besonders an seinen Straßburger und Münchener Schülern, die er im philologischen Seminar anleitete. Auf seine Anregung entstanden in besonders Straßburg, aber auch in München zahlreiche Doktorarbeiten. Zu seinen Schülern gehören unter anderem Franz Boll, Julius Kaerst, Walther Judeich und Theodor Preger.

## Schriften (Auswahl)
- Quaestiones fiscales iuris Attici, Berlin 1873
- mit Fritz Schöll: De synegoris Atticis commentatio, Jena 1875
- mit Adolph Kießling: Q. Asconii Pediani orationum Ciceronianarum quinque enarratio, Berlin 1875
- als Initiator: Satura philologica: H. Sauppio obtulit amicorum conlegarum decas, Berlin 1879
- Iustiniani Novellae, fünf Hefte, Leipzig 1880–1895 (vollendet von Wilhelm Kroll)
- Procli commentariorum in rempublicam Platonis partes ineditae, Berlin 1886